# Канаш (Новосибірська область)
Канаш (рос. Канаш) — присілок у Сєверному районі Новосибірської області Російської Федерації.
Входить до складу муніципального утворення Новотроїцька сільрада. Населення становить 0 осіб (2010).

## Історія
Згідно із законом від 2 червня 2004 року органом місцевого самоврядування є Новотроїцька сільрада.

## Населення
| 2002 | 2007 | 2010 |
| ---- | ---- | ---- |
| 0    | →0   | →0   |